# カステルサラザン
カステルサラザン （フランス語:Castelsarrasin時にCastelsarrazinとのつづりもされる。オック語:Los Sarrasins）は、フランス、オクシタニー地域圏、タルヌ＝エ＝ガロンヌ県のコミューン。

## 地理
コミューンの南西をガロンヌ川が流れる。モントーバンの西約21kmに位置する。

## 歴史

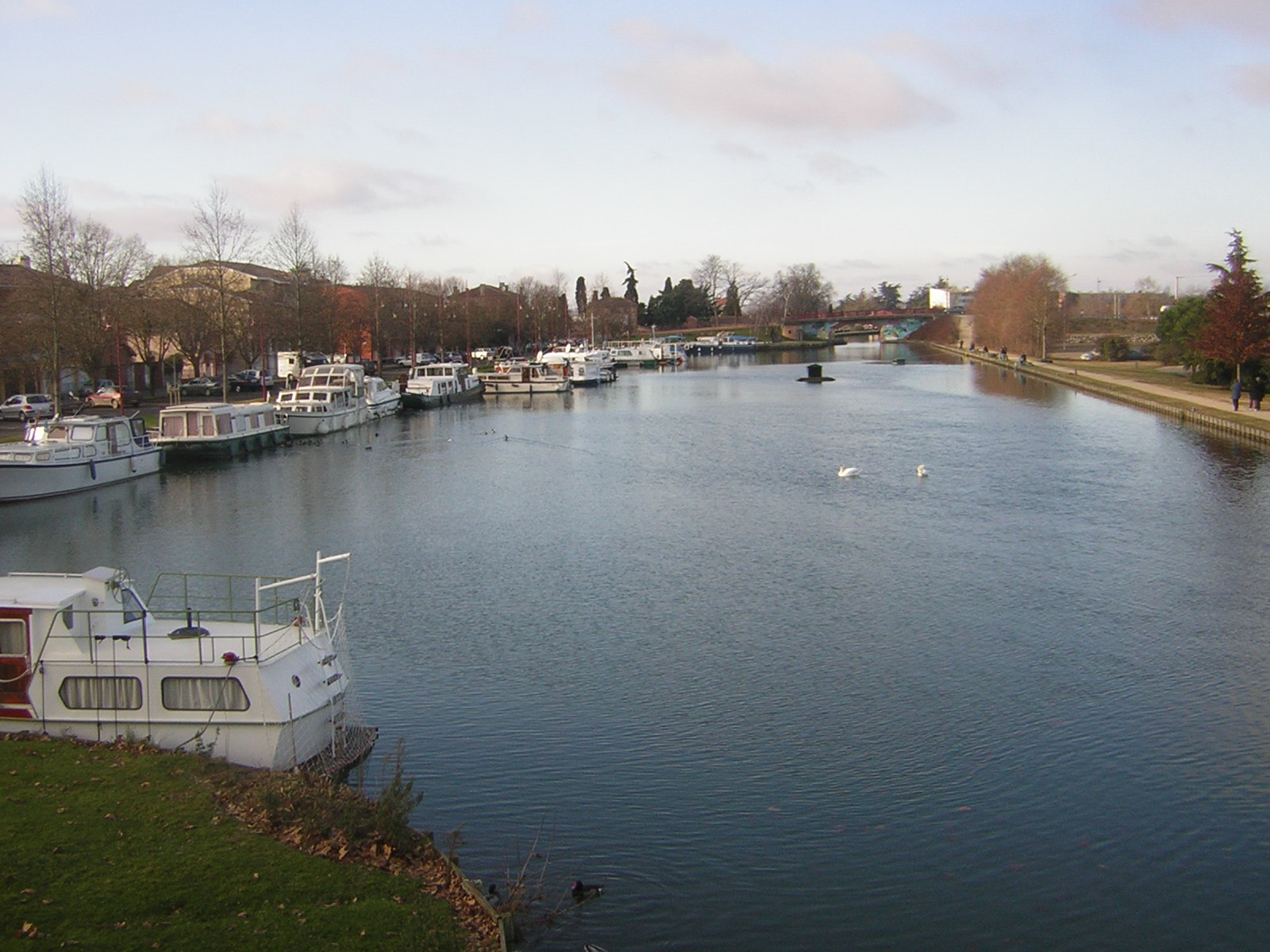
川港

最初にカステルサラサンの名が歴史上に登場するのは961年である。最古の名はカステル・サラセヌム（Castel Sarracenum、サラセン人のやり方で建てられた城）であった。しかしアラブ人はこの地での城建設に関わっていなかったと見られている。ルアルグ伯レーモン2世はモワサックのサン＝ソヴール修道院と修道院の領地に、誓約書を授けた。
カステルサラザン初期の歴史は、12世紀後半まで続いた対イングランド戦争と、13世紀初頭まで続いたアルビジョワ十字軍に特筆される。当時のコミューン行政は行政官が行い、1230年には最初の慣習法が制定された。14世紀にはまだ宗教的な狂気が蔓延しており、パストゥロー十字軍（fr、羊飼いの十字軍とも。貧者や流浪者で構成された）が1320年にはユダヤ人を州内で1000人あまり殺害し、カステルサラザンでも160人が犠牲となった。14世紀から15世紀にかけ、洪水、黒死病、特に百年戦争が16世紀初頭の数十年の小康状態の時期以外国を荒らし続けた。
1560年以降始まったユグノー戦争では、カトリック派のカステルサラザンはユグノーよりもむしろ州の残りの部分と格闘した。サン＝ソヴール教会は破壊から逃れる数少ない避難所のひとつとなった。
17世紀終わり、アントワーヌ・ローメことラモット＝カディヤック（fr）がカステルサラザン近郊のサン＝ニコラ＝ド＝ラ＝グラヴで生まれた。彼はフランス王より北米に派遣され、デトロイト市を建設し、1710年にはルイジアナ総督に任命された。有名な車種であるキャデラックは彼の名に由来し、カステルサラザンでは2年ごとにキャデラック会議（Rencontres Cadillac）が開催されている。フランス帰国後のカディヤックは1723年にカステルサラザン総督となり、1730年に没した。
フランス革命が起こるまで、カステルサラザンは平穏であった。革命後、封建制を思わせる名を改名するよう強いられ、カステルサラザンはモン・サラザン（Mont-Sarrazin）と呼ばれていた。
およそ7000人の人口があった1850年以降、鉄道到来や産業の導入で都市は拡大していった。
1944年春、第2SS装甲師団がノルマンディーへ召集される前に駐留し、オラドゥール＝シュル＝グラヌを含む数多くの惨事や虐殺を引き起こした。
恐ろしく血を流した2つの世界大戦にもかかわらず、20世紀のカステルサラザンは発展を続け、タルヌ＝エ＝ガロンヌ県第2位の経済中心地となった。1968年、モントーバンに次いで小郡庁所在地となった。

## 経済
農業は、家禽の生産が有名。

## 交通
- 道路 - A62
- 鉄道 - TERミディ＝ピレネー、カステルサラザン駅

## 姉妹都市
- フィウーメ・ヴェーネト、イタリア 2007年